# Mosquée Khalid ibn al-Walid (Syrie)
La mosquée Khalid ibn al-Walid (en arabe : جامع خالد ابن الوليد) est une mosquée située à Homs, en Syrie. Dédiée à Khalid ibn al-Walid, elle fut construite entre 1908 et 1913, dans le style ottoman. Lors de la guerre civile syrienne des années 2010, elle devint un symbole des rebelles anti-gouvernement et subit pendant les combats de nombreux dommages architecturaux.

## Histoire
D'après Ibn Battouta (XIVe siècle), « au dehors de » la ville de Homs était « le tombeau de Khâlid, fils d'Alouélîd [...] ; et à côté, il y a une zâouïah et une mosquée. Sur le tombeau se voit une couverture noire. » Cette mosquée fut démolie en 1908.

## Tombeau
Jean-Yves Gillon a fait remarquer qu'Ibn al-Faqih « n'indique pas que Ḫālid b. al-Walīd soit inhumé à Ḥomṣ, ce qui conduit à se demander si, à son époque, le « Sīdī Ḫālèd » enterré à Ḥomṣ était déjà identifié au conquérant de la Syrie : en ce cas, la mention de son tombeau aurait dû suivre celle de la prise de la ville. Joseph W. Meri donne les références des historiens musulmans qui mentionnent cette inhumation ; le premier qu'il cite est Alī bin Abū Bakr al-Harawī, qui mourut au début du XIIe siècle (611 H.) [...]. »